# Come è profondo il mare
| Recensione       | Giudizio       |
| ---------------- | -------------- |
| Ondarock         | Pietra miliare |
| sentireascoltare | (8.5/10)       |

Come è profondo il mare è il settimo album in studio del cantante italiano Lucio Dalla, pubblicato nel 1977 dall'etichetta discografica RCA Italiana.
Questo disco fu il primo in cui l'artista bolognese scrisse sia i testi che le musiche, dando inizio alla fase cantautorale della sua carriera, ed è considerato una pietra miliare della canzone italiana.

## Descrizione
Prodotto da Alessandro Colombini e Renzo Cremonini, l'album è stato registrato negli studi RCA di Roma, con tecnico del suono Maurizio Montanesi, e negli Stone Castle Studios di Carimate, con tecnico del suono Ezio De Rosa.
È il primo disco in cui Dalla è autore anche dei testi.
La canzone Treno a vela cita implicitamente i Krisma nella strofa che recita: «Poi c'è gente che viene dal Veneto / per vedere il cantante Patrizio / e il suo porno comizio», in riferimento al periodo in cui i Krisma, ancora con il nome Chrisma, frequentavano il genere della sexy disco.
In una puntata del 2019 del programma di Sky Arte 33 giri: Italian Masters, Michele Mondella, ufficio stampa di Dalla, ha dichiarato che il cantautore bolognese gli rivelò, pochi anni prima di morire, di aver scritto Quale allegria una settimana dopo la morte della madre.

## Tracce
Lato A
Testi e musiche di Lucio Dalla.
1. Come è profondo il mare – 5:23
2. Treno a vela – 3:20
3. Il cucciolo Alfredo – 5:17
4. Corso Buenos Aires – 4:36

Lato B
Testi e musiche di Lucio Dalla.
1. Disperato erotico stomp – 5:48
2. Quale allegria – 4:30
3. ...E non andar più via – 3:21
4. Barcarola – 3:45

## Formazione
- Lucio Dalla – voce, fiati, tastiera e sintetizzatore
- Luciano Ciccaglioni, Jimmy Villotti – chitarra
- Alessandro Centofanti, Fabio Liberatori – tastiera e sintetizzatore
- Ron – chitarra, pianoforte, tastiera e sintetizzatore
- Marco Nanni – basso
- Giovanni Pezzoli – batteria
- Paolo Donnarumma – basso (in Come è profondo il mare)
- Flaviano Cuffari – batteria (in Come è profondo il mare)
- Claudio Bazzari – chitarra (in Come è profondo il mare)
- Gianni Oddi, Gaetano Zoccanali – fiati
- Baba Yaga – cori

## Cover
- Nel 1977, poco dopo l'incisione di Lucio Dalla, Ornella Vanoni ha interpretato il brano Quale allegria nel disco Io dentro.
- Nel 2002 una versione di Come è profondo il mare cantata dai Tiromancino e dallo stesso Dalla venne inserita nella colonna sonora del film Paz!.
- Nel 2009 Luca Carboni ha realizzato una reinterpretazione di Quale allegria nel suo album Musiche ribelli.
- Nel 2010 una versione di Come è profondo il mare cantata da vari artisti italiani (Pia Tuccitto, Franco Battiato, Fiorella Mannoia, Iskra Menarini, Roberto Ferri, Marco Alemanno, Ron, Vincenzo Capezzuto e lo stesso Lucio Dalla) è stata pubblicata su iniziativa dell'organizzazione "Ti amo anche se non so chi sei" per la sensibilizzazione a favore della donazione degli organi.
- Nel 2015 sono trentacinque artisti abruzzesi a cantare collettivamente Come è profondo il mare, in un video di sostegno alle manifestazioni contro le trivellazioni petrolifere in Adriatico e al largo della Costa dei Trabocchi[10].
- Nel 2024 Mahmood al 74ᵒ festival di Sanremo, accompagnato dai Tenores di Bitti, porta alla quarta serata (dedicata alle cover) il brano Come è profondo il mare come omaggio alla Sardegna e a sua madre.

## Citazioni e omaggi
- Disperato erotico stomp viene citata nel titolo del romanzo Disperato erotico fox di Bruno Osimo.
- Nel 2014 lo scrittore Nicolò Carnimeo prende spunto dalla canzone Come è profondo il mare per titolare il suo saggio che tratta dell'inquinamento marino.[11]
- Nell'albo speciale Nathan Never numero 2, Dallo Spazio Profondo, è citata la canzone Come è profondo il mare, tradotta in inglese e attribuita a Lucius Dahl (storpiatura evidente di Lucio Dalla).
- Nel 1996 il gruppo Articolo 31 campiona parte di "Disperato erotico stomp" per la canzone "L'impresa eccezionale" contenuta nell'album "Così com'è" con la partecipazione dello stesso Lucio Dalla.
- Nel 2023 il cantautore Daniele Silvestri omaggia Disperato erotico stomp nella canzone Scrupoli (dall'album Disco X), con richiami musicali fra ritmica e sezione fiati, e palesemente nei versi finali del testo.